# 須藤五郎

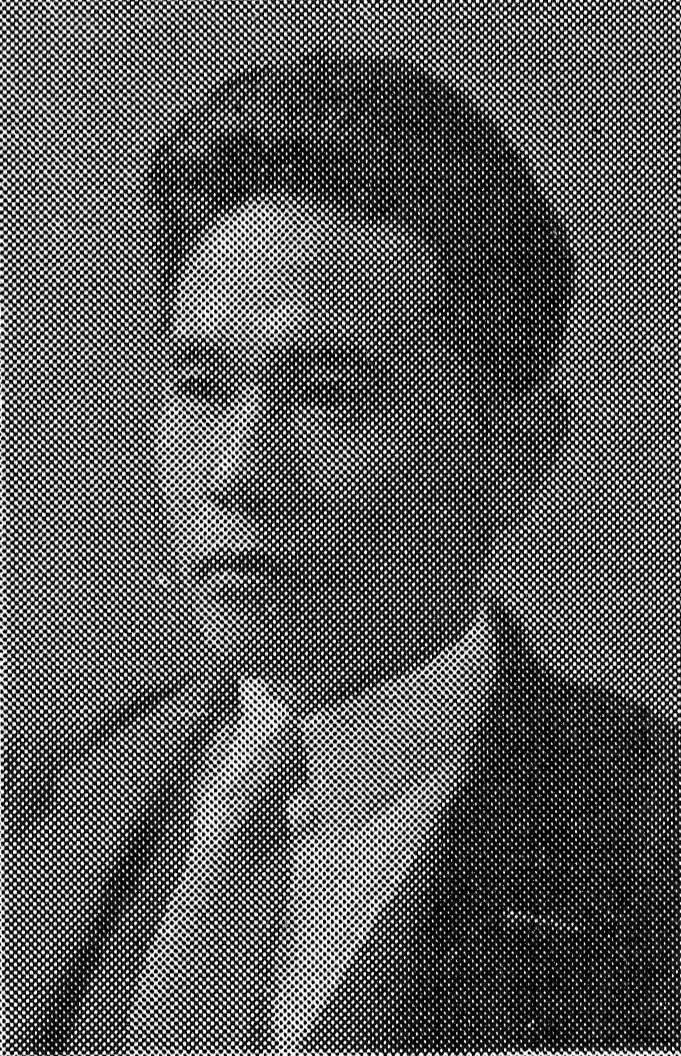
須藤五郎（1934年頃）

須藤 五郎（すどう ごろう、1897年9月14日 - 1988年11月18日）は、日本の音楽家、政治家。元日本共産党参議院議員（4期）。筆名は鳥羽英夫。

## 来歴
三重県鳥羽市出身。旧制東京音楽学校（東京藝術大学音楽学部の前身）を卒業後、東洋音楽学校（現・東京音楽大学）で教鞭を執るかたわら、1922年からは宝塚歌劇団の作曲家、指揮者に就任。1928年に発生した三・一五事件で日本共産党中央委員会が壊滅する中、地下活動を続ける党に対し資金援助を行ったため、1930年2月に検挙され投獄される。留置場で作曲した「しぐれに寄する抒情」は後に三浦環により愛誦された。1935年にドイツに渡りゲオルク・シューマンに師事。1938年から1939年にかけてドイツ、ポーランド、イタリアの各都市で行われた宝塚歌劇団第1回ヨーロッパ公演では指揮を担当する楽長となる。
戦後は宝塚労働組合を結成し、委員長となる（副委員長は春日野八千代・天津乙女）が不当解雇の憂き目に遭う。1948年に共産党に入党、1949年11月に大阪で結成された「関西勤労者音楽協議会」（関西労音）の初代会長となる。1950年6月4日の第2回参議院議員通常選挙で全国区から出馬し初当選。以後1959年、65年、71年の各参院選において、初当選時と同じく全国区から立候補し当選を果たす。この間党内では国会対策委員長や名誉中央委員なども歴任した。また、芸術家としての立場から、同僚の瀬長亀次郎、古堅実吉両衆院議員らとともに、国立劇場おきなわ（沖縄県浦添市で2004年1月開場）設立に尽力したことでも知られる。
1988年11月18日、急性呼吸不全のため、大阪府堺市の同仁会耳原総合病院で死去。91歳。

## 主な作品

### 宝塚歌劇団
- 學生通辯（1924年）
- マルファの昇天（1925年）
- 寅童子（1926年）
- 孔雀物語（1927年）
- モリーの婚禮（1928年）
- 名馬する墨（1942年）
- 日本の四季（1945年）

### 映画
- 女學生と兵隊（1940年、宝塚映画）
- 甲賀屋敷（1949年、新演伎座）
- お富と与三郎（1950年、新演伎座）
- 風雲金比羅山（1950年、松竹京都撮影所）

### その他
- 豊中市歌 - 同市市制10周年記念として、1946年に公募した市歌の歌詞に、当時市内在住の須藤が曲を付け翌年発表。
- 姫路市歌 - 市制60周年を記念し、1949年に制定。
- 綾部市歌 - 1957年制定。
- 開基50年記念歌 美幌町町歌 ｰ 1937年（昭和12年）制定、作詞 大塚郷湖、作曲 須藤五郎、歌手 塩まさる。
- 開基50年記念歌 美幌小唄 ｰ 1937年（昭和12年）制定、作詞 大塚郷湖、作曲 須藤五郎、歌手 美ち奴。

## 脚註
1. ↑  細川周平、片山杜秀 監修『日本の作曲家 近現代音楽人名事典』日外アソシエーツ、2008年、375頁。ISBN 978-4-8169-2119-3。
2. ↑  『夢を描いて華やかに 宝塚歌劇80年史』宝塚歌劇団、1994年、371頁。ISBN 978-4-924333-11-6。
3. ↑  『国立国会図書館月報 no.657』国立国会図書館、2016年、4-5頁。